# Meteorologia espacial

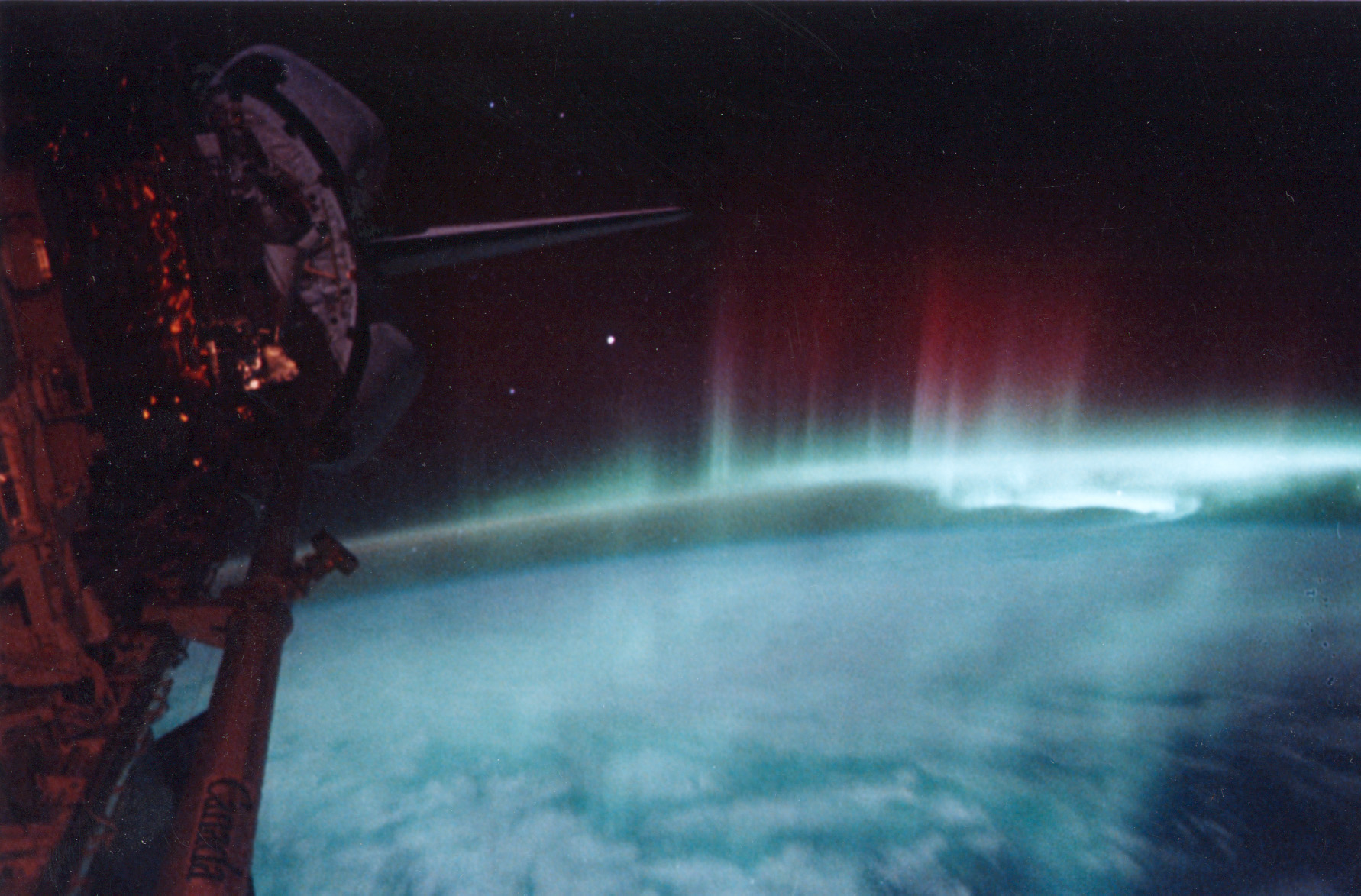
Aurora australis
observada pel Discovery, maig del 1991.

La meteorologia espacial és el concepte de canvi de les condicions ambientals en l'espai exterior proper a la Terra o l'espai de l'atmosfera del Sol a l'atmosfera de la Terra. És diferent del concepte de temps atmosfèric dins de l'atmosfera planetària terrestre (troposfera i estratosfera). El clima espacial és la descripció dels canvis en l'ambient de plasma, camps magnètics, radiació i altres matèries a l'espai. Gran part del temps a l'espai és impulsat per energia transportada a través de l'espai interplanetari pel vent solar des de regions properes a la superfície del Sol i la seva atmosfera (cromosfera i corona solar). El terme clima espacial s'usa de vegades per referir-se a canvis a l'espai interplanetari (i ocasionalment interestel·lar).
El clima espacial té dos eixos principals: la recerca científica i les seves aplicacions. El terme clima espacial no es va utilitzar fins a la dècada de 1990. Abans d'aquesta etapa, les activitats relacionades que es coneixien com a clima espacial es consideraven part de la física o l'aeronomia o també l'exploració espacial.

## Desenvolupament del concepte
Durant segles, les persones han observat les aurores, que és causada pel clima espacial, però no l'entenien. Els exploradors de l'edat mitjana a Europa, utilitzant una pedra imant com una brúixola magnètica van assenyalar que de tant en tant la direcció de la pedra es desviava des del nord magnètic. Això va ser descrit en el 1600 al De Magnete però no es va entendre que era causada pel clima espacial fins al segle xix. El clima espacial va afectar els primers telègrafs elèctrics el 1840 en diverses àrees i en diverses ocasions. La gran fulguració solar de 1859 va interrompre les operacions telegràfiques arreu del món, fent que es publiqués en articles de molts dels diaris importants en aquell moment. En Richard Carrington va connectar correctament el trastorn amb una flamarada solar observada el dia anterior i una gran desviació del camp magnètic de la Terra (o tempesta geomagnètica) simultània amb la interrupció del telègraf. Amb aquesta connexió, el clima espacial, com el coneixem ara, es va convertir en un tema de recerca acadèmica en l'estudi de la física solar. Kristian Birkeland explica la física de l'aurora creant aurores artificials en el seu laboratori i va predir el vent solar. Amb la introducció de la ràdio per a usos comercials i militars, es va observar que hi havia períodes d'estàtica extrema o soroll. Una interferència de radar severa durant en un esdeveniment solar el 1942 va conduir al descobriment de ràfegues solars de ràdio (ones de ràdio que cobreixen una àmplia gamma de freqüències creades per una erupció solar), un altre aspecte més de la meteorologia espacial.
Al segle xx, l'interès per la meteorologia espacial s'han expandit als sistemes militars i comercials, ja que són afectats pel clima espacial. Els satèl·lits de comunicacions són una part vital del comerç global. Els sistemes de satèl·lit meteorològics proporcionen informació sobre el clima terrestre. Els senyals dels satèl·lits del sistema de posicionament global s'utilitzen en una àmplia varietat de productes i processos comercials. Els fenòmens del clima espacial poden interferir o danyar els satèl·lits interferint amb els seus senyals de ràdio. Aquests fenòmens també poden causar danys causats per pics en les llargues línies de transmissió elèctrica, com també exposar als passatgers i la tripulació d'un avió a la radiació, especialment en rutes polars.
Amb l'Any Geofísic Internacional (IGY en anglès), hi va haver un enorme augment en la investigació sobre el clima espacial. Lesd ades basades en Terra obtingudes durant l'IGY va demostrar que l'aurora que es va produir en una auroral oval, era una regió permanent de luminescència de 15-25 graus de latitud dels pols magnètics i 5 a 20 graus d'ample. El 1958, el satèl·lit Explorer I va descobrir els cinturons de Van Allen o les regions de partícules de radiació atrapades pel camp magnètic de la Terra. El gener de 1959, el satèl·lit artificial soviètic Luna 1, va realitzar la primera observació directa del vent solar i en va mesurar la seva força. El 1969, el INJUN-5 (també anomenat Explorer 40) va realitzar la primera observació directa del camp elèctric a la ionosfera de la Terra en alta altitud causat pel vent solar. A principis de la dècada de 1970, les dades de Triad van demostrar que hi ha corrents elèctrics permanents que flueixen entre l'aurora oval i la magnetosfera. Des d'aquests i altres descobriments fonamentals, la investigació sobre el clima espacial ha crescut de manera exponencial.
Dins del nostre propi sistema solar, el temps a l'espai està molt influenciat per la velocitat i la densitat del vent solar i el camp magnètic interplanetari (IMF) transportat pel plasma del vent solar. Hi ha una gran varietat de fenòmens físics que estan associats amb el clima espacial, incloent les tempestes geomagnètiques i subtempestes, l'energització del cinturó de Van Allen, pertorbacions ionosfèriques i el centelleig de senyals de ràdio per satèl·lit i senyals de radar, aurores i corrents geomagnèticament induïts a la superfície de la Terra. Les ejeccions de massa coronal i les seves ones de xoc associades també són importants impulsors del clima espacial, ja que poden comprimir la magnetosfera i provocar tempestes geomagnètiques. Les partícules energètiques solars, accelerades per les ejeccions de massa coronal o erupcions solars, també són importants motors de la meteorologia espacial, ja que poden danyar els components electrònics a bord de naus espacials (per exemple, l'error del Galaxy 15), i posar en perill la vida dels astronautes.
El terme de clima espacial va entrar en ús en la dècada de 1990 quan es va fer evident que l'impacte de l'entorn espacial sobre els sistemes humans exigien una investigació més coordinada i amb un marc d'aplicació. El propòsit del Programa Nacional de Meteorologia Espacial dels EUA és d'orientar la investigació sobre les necessitats de les comunitats comercials i militars que es veuen afectades pel clima espacial, per connectar la comunitat de recerca a la comunitat d'usuaris, per crear la coordinació entre els centres de dades operacionals i crear millors definicions de les necessitats dels usuaris. El concepte es va convertir en un pla d'acció el 2000, un pla d'aplicació l'any 2002, una avaluació el 2006 i un pla estratègic revisat el 2010. Es va donar a conèixer un pla d'acció revisat el 2011 i serà executat el 2012. Una part del Programa Nacional de Meteorologia Espacial és fer que els usuaris siguin conscients que el clima espacial afecta el seu negoci.

## Efecte del clima espacial en els sistemes electrònics a l'espai

### Anomalies en naus espacials

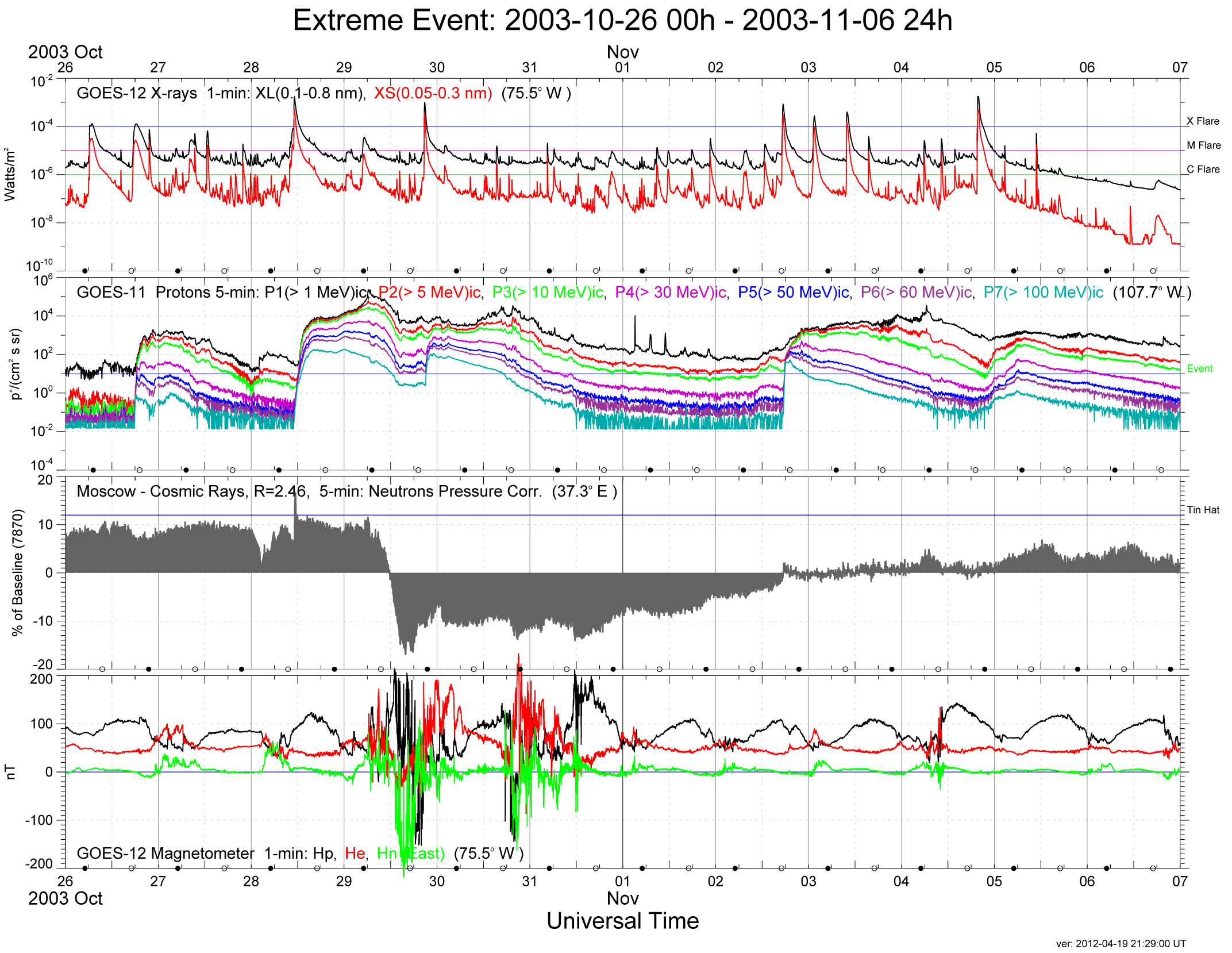
Els satèl·lits GOES-11 i GOES-12 han monitorat les condicions del clima espacial durant l'activitat solar de l'octubre de 2003.

Els vehicle espacials poden patir mal funcionaments per a una varietat de raons. Alguns errors de funcionament s'arriben a comunicar però no és en la majoria de casos. Pocs fracassos espacials poden atribuir-se directament al clima espacial, però estan relacionats. Un indicador d'aquest fenomen és que 46 dels 70 errors en naus espacials informats l'any 2003, es van produir en el mes d'octubre durant una tempesta geomagnètica. Els dos efectes adversos més comuns del clima espacial a les naus espacials són els danys per radiació i la sobrecàrrega de les naus espacials. La radiació (partícules d'alta energia) passen a través de la carcassa de la nau espacial i en els components electrònics. En la majoria dels casos, la radiació provoca un senyal erroni o canvia un bit en la memòria de l'electrònica d'una nau (conegut com a single event upsets). En pocs casos, la radiació destrueix part de l'electrònica (conegut com a single event latchup). La sobrecàrrega de la nau espacial és l'acumulació d'una càrrega electroestàtica per partícules de baixa energia en un material no conductor a la superfície de la nau espacial. Si hi ha prou sobrecàrrega, es produeixen espurnes com a descàrrega. Els danys a les naus espacials també es produeixen quan es detecta un senyal erroni i acciona erròniament l'ordinador de bord com si el senyal provingués del controlador de terra. L'electrònica també pot ser danyada per un augment del corrent elèctric. Un estudi recent indica que la sobrecàrrega de les naus espacials és l'efecte predominant del clima espacial en òrbita geosíncrona.

### Canvis en òrbites de naus espacials
Les naus espacials en òrbita terrestre baixa (LEO) es poden desintegrar a altituds cada vegada més baixes, a causa de la resistència de la fricció entre la superfície de la nau espacial i les capes exteriors de l'atmosfera terrestre (com és el cas de la termosfera i l'exosfera). Hi ha la possibilitat que si una nau espacial dissenyada per ser situada en una òrbita concreta, es sortís de l'òrbita reduint la seva altura, aquesta nau s'acabaria desintregrant fins a caure finalment sobre la superfície de la Terra. Com que el perill de desintegrar-se o deteriorar-se és gran, moltes de les naus espacials llançades en l'últim parell de dècades tenen la capacitat d'encendre un coet petit per augmentar l'altura i compensar el deteriorament amb la finalitat d'allargar el temps de vida a l'espai. Aquest coet impulsador també es fa servir per tornar a entrar a l'atmosfera i estavellar l'aparell al mar intencionadament. En última instància, s'utilitza per canviar l'òrbita per evitar la col·lisió amb una altra nau espacial. Per tal d'aconseguir l'objectiu d'utilitzar el coet petit, es necessita informació molt precisa sobre l'òrbita. Una tempesta geomagnètica pot causar un canvi d'òrbita durant un parell de dies que d'altra manera es produiria durant un any o més. Aquest tipus de fenomen afegeix calor a la termosfera. Això es tradueix en una ampliació de l'atmosfera, ja que la seva densitat en LEO augmenta, provocant friccions addicionals a les naus espacials de l'òrbita. La col·lisió del Iridium 33 i el Cosmos 2251 el febrer de 2010 ha demostrat la importància de tenir un coneixement precís de tots els objectes en òrbita. Si hagués estat disponible una predicció creïble de col·lisió, el Iridium 33 tenia la capacitat de maniobrar fora de la trajectòria del Cosmos 2251.

### Efecte de la radiació en els humans a l'espai
L'exposició d'un cos humà a la radiació ionitzant tenen els mateixos efectes nocius si la font de la radiació és una màquina mèdica de raigs X, una planta d'energia nuclear o radiació de l'espai. El grau dels efectes nocius depèn de la durada de l'exposició i la densitat d'energia de la radiació. Els sempre presents cinturons de radiació s'estenen en l'altura on hi ha les naus espacials tripulades com l'Estació Espacial Internacional (EEI o ISS en anglès) i el transbordador espacial però la quantitat d'exposició es troba dins del límit d'exposició en condicions normals. Durant un esdeveniment a causa d'un fenomen de clima espacial que principal inclou una explosió de partícules energètiques solars, el flux pot augmentar en diversos ordres de magnitud. Hi ha zones dins de l'ISS, on el gruix de la superfície de la nau espacial i l'equip pot proporcionar protecció addicional i pot mantenir la dosi total absorbida dins dels límits per una vida segura. Però pel transbordador, aquest esdeveniment hauria exigit el cessament immediat de la missió.

## Efectes del clima espacial sobre els sistemes terrestres

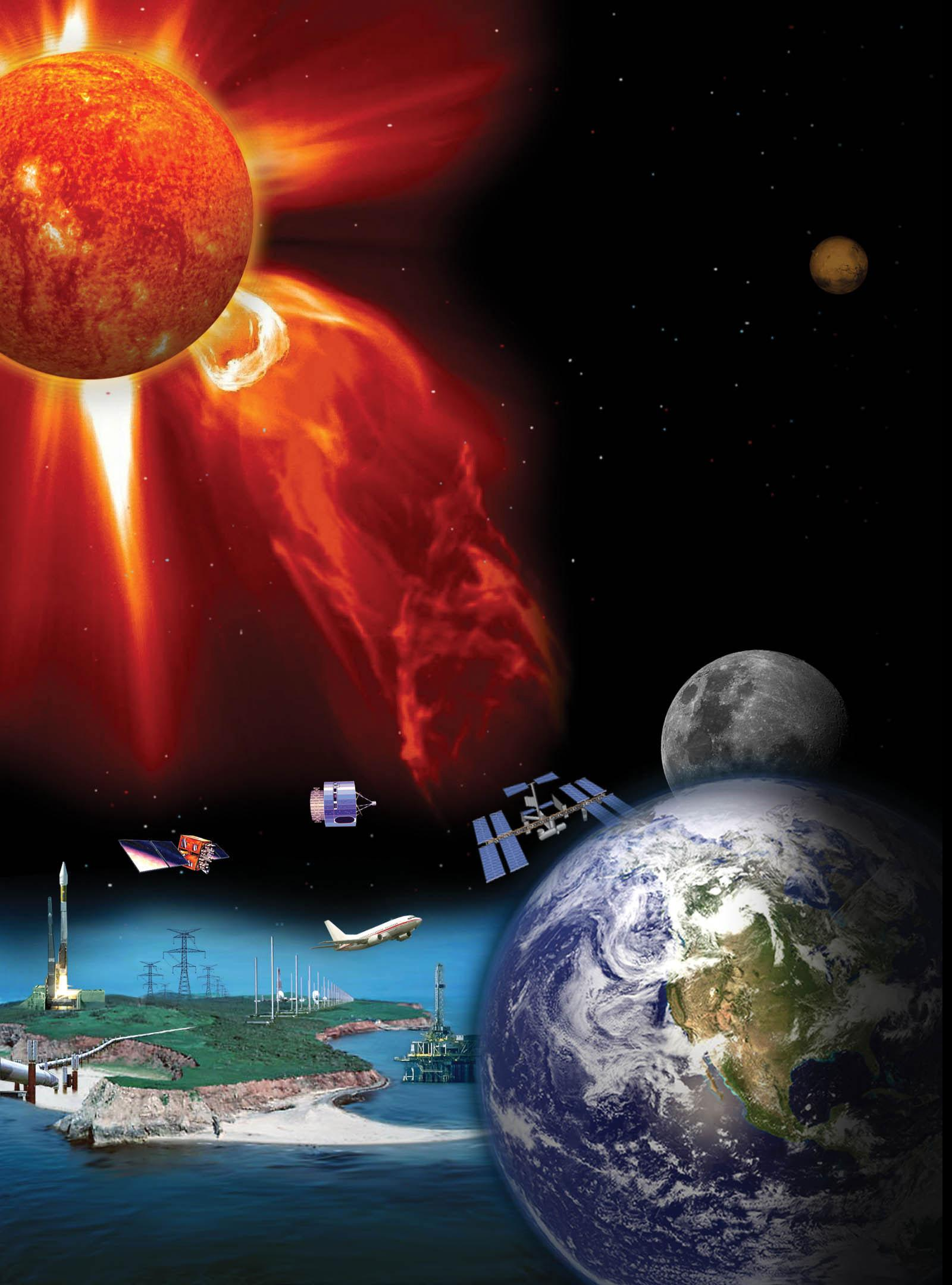
Representació artística dels efectes del clima especial sobre els sistemes electrònics

### Interrupció de GPS i altres senyals de naus espacials
La ionosfera dobla les ones de ràdio de la mateixa manera que l'aigua en una piscina corba la llum visible. Quan el medi a través del qual la llum o les ones de ràdio viatgen s'altera, la informació de la imatge de llum o ràdio es distorsiona i pot arribar a ser irreconeixible. El grau de distorsió (centelleig) d'una ona de ràdio per la ionosfera depèn de la freqüència del senyal de ràdio. Els senyals de ràdio de la banda VHF (30 a 300 MHz) poden ser distorsionats més enllà d'una ionosfera pertorbada. Els senyals de ràdio en banda UHF (300 MHz a 3 GHz) es propagarà a través d'una ionosfera pertorbada però els receptors no són capaços de mantenir fixada la seva freqüència. El sistema de posicionament global utilitza senyals a 1575,42 MHz (L1) i 1227,6 MHz (L2) que poden ser deformats per una ionosfera pertorbada i en conseqüència el receptor calcula una posició errònia o no aconsegueix calcular una posició. A causa del fet que el senyal GPS és utilitzat per una àmplia gamma d'aplicacions, qualsevol esdeveniment de temps espacial fa que el senyal GPS no sigui fiable, i l'impacte en la societat pot ser significatiu. Per exemple, la Wide Area Augmentation System (WAAS) que és operada per la Federal Aviation Administration s'utilitza com una eina de navegació de precisió per l'aviació comercial a l'Amèrica del Nord. Però es desactiva per cada esdeveniment climàtic espacial important. En alguns casos la WAAS ha estat desactivada per minuts i en els pitjors casos ha estat deshabilitada per uns pocs dies. Els principals esdeveniments del clima espacial poden afectar la ionosfera polar de 10° a 30° de latitud cap a l'equador i poden causar grans gradients ionosfèrics (canvis en la densitat per sobre dels 100 quilòmetres d'altura) en latituds mitjanes i baixes. Aquests dos factors poden distorsionar els senyals GPS.

### La interrupció dels senyals de ràdio de llarga distància
Les ones de ràdio en banda HF (3 a 30 MHz) (també conegut com la banda d'ona curta) són doblades per la ionosfera com la reflexió de la llum en un mirall. Des del terra també es reflecteix l'ona HF, un senyal pot ser transmesa per la curvatura de la Terra a una estació distant. Durant el segle xx, les comunicacions de HF van ser l'únic mètode d'un vaixell o aeronau lluny de terra o una estació base per comunicar-se. Amb l'adveniment dels sistemes moderns com els Iridium, ara hi ha altres mètodes de comunicacions HF però encara es considera crítics perquè no tots els vaixells porten l'equip més recent i encara que hi hagi el nou equip a bord, el HF es considera un sistema inestable. Els esdeveniments de clima espacial poden provocar irregularitats en la ionosfera dispersant els senyals d'alta freqüència en lloc de reflectir-los i provocant que les comunicacions a llarga distància HF siguin de pobre qualitat o impossibles. En les latituds aurorals i polars, els petits fenòmens meteorològics espacials que es produeixen amb freqüència interrompen les comunicacions HF. En les latituds mitjanes, les comunicacions HF són interrompudes per explosions de ràdio solars, els raigs X de les erupcions solars (que milloren i pertorben la capa D de la ionosfera) i per les TEC amb irregularitats durant les tempestes geomagnètiques que són poc freqüents.
Els avions que circulen per les rutes polars són particularment sensibles al clima espacial, en part a causa que la Federal Aviation Regulations impliqui una comunicació fiable al llarg de tot el vol. S'estima que costa al voltant de $100.000 cada vegada que un vol es desvia d'una ruta polar.

### Efecte de la radiació sobre els éssers humans al nivell del terra
El camp magnètic de la Terra guia els raigs còsmics i les partícules energètiques solars a latituds polars i les partícules de radiació entren a la mesosfera i l'estratosfera. Els raigs còsmics a la part superior de l'atmosfera trenquen els àtoms atmosfèrics i creen energia més baixa en partícules de radiació que penetren profundament en l'atmosfera, però encara són perjudicials. Tots els avions que volen per sobre de 10 km (33.000 peus) d'altitud estan exposats a una quantitat apreciable de radiació. L'exposició és major en les regions polars que a les regions de latituds mitjanes i equatorials. Moltes aeronaus comercials d'Europa i Amèrica del Nord cap a l'Àsia oriental volen sobre la regió polar. Quan un esdeveniment de clima espacial provoca una exposició a la radiació, pot superar el nivell de seguretat establert per les autoritats d'aviació, la ruta de vol es desvia per evitar la regió polar.

### Corrent induït terrestre: transmissió elèctrica, oleoductes, etc
Una coneguda conseqüència del clima espacial al nivell terrestre és el corrent geomagnèticament induït, o corrent terrestre induït (o GIC en anglès). El GIC flueix a través del sòl fins a una profunditat de 20 km o més durant les tempestes geomagnètiques. Un exemple ben conegut dels efectes adversos d'un esdeveniment GIC és el col·lapse de la xarxa elèctrica d'Hydro-Québec el 13 de març de 1989. Aquesta va ser iniciat per una error d'una sobrecàrrega del transformador, que va donar lloc a un apagada general, que va durar més de 9 hores i va afectar 6 milions de persones. La tempesta geomagnètica causant aquest incident va ser el resultat d'una ejecció de massa coronal, expulsada del Sol el 9 de març de 1989. Una gran tempesta geomagnètica pot afectar les xarxes d'energia elèctrica a totes les latituds, Una tempesta tan gran com l'incident del 1859 podria desactivar tota la xarxa d'energia elèctrica a l'est del Canadà i dels Estats Units. Els GICs entren a les xarxes elèctriques, oleoductes i altres xarxes a través de cables de connexió a terra. Les canonades i altres infraestructures en les latituds altes es veuen afectades per GICs impulsats per nivells moderats d'activitat de les aurores que es produeixen gairebé diàriament. Els GICs associats amb el clima espacial poden afectar altres sistemes, com la prospecció geofísica i la producció d'hidrocarburs.

### Exploració geofísica
Les prospeccions magnètiques en vaixell o avió es poden veure afectades per les ràpides variacions del camp magnètic durant les tempestes geomagnètiques. Les tempestes geomagnètiques causen problemes d'interpretació de dades a causa dels canvis en els camps magnètics espacials que són similars en magnitud a les del camp magnètic de la sub-superfície de l'escorça terrestre on hi ha lloc l'estudi. Les necessàries advertències de tempestes geomagnètiques, inclòs una avaluació de la magnitud i la durada de la tempesta, permet un ús econòmic de l'equip d'estudi.

### Geofísica i producció d'hidrocarburs
Per motius econòmics, la producció de petroli i gas sovint implica la perforació direccional a molts quilòmetres per realitzar pous i túnels en les úniques direccions d'horitzontal i vertical. Els requisits d'exactitud són estrictes com la grandària de la perforació - ja que només poden ser d'unes poques desenes a centenars de metres de diàmetre - i per raons de seguretat, a causa de la proximitat entre els altres pous. La topografia pel mètode giroscòpic és més precís però resulta més car, ja que pot implicar el cessament de la perforació en un seguit d'hores. Una alternativa és utilitzar una prospecció magnètica, que permet el mesurament durant la perforació (MWD). Gràcies a aquest mètode es poden obtenir dades magnètiques gairebé en temps real i que poden ser utilitzades per corregir la direcció de la perforació sent vitals. Les dades magnètiques i els pronòstics del clima espacial també poden ser útils per aclarir les fonts desconegudes d'error en perforació sobre una base en curs.

## Efecte del clima espacial sobre el clima terrestre
La quantitat d'energia que entra a la troposfera i l'estratosfera per part de tots els fenòmens del clima espacial és trivial comparat amb la insolació solar en les parts visibles i d'infrarojos de l'espectre electromagnètic solar. No obstant això, no sembla haver-hi una relació entre el cicle d'11 anys de taques solars i el clima terrestre. Per exemple, el mínim de Maunder, un període de 70 anys gairebé sense taques solars, es correlaciona amb un refredament del clima de la Terra. Un suggeriment per a la relació entre el clima espacial i terrestre és que els canvis en els fluxes de raigs còsmics provoquen canvis en la quantitat de formació de núvols. Un altre suggeriment és que les variacions en els controladors de fluxes d'influències súbtils d'EUV existents del clima i els pronòstics d'equilibri entre els estats com el fenomen de El Niño/La Niña. No obstant això, no s'ha demostrat de manera concloent un vincle entre el clima espacial i el terrestre.

## Observacions del clima espacial
L'observació del clima espacial es realitza tant per a la investigació científica com per les seves aplicacions. El tipus d'observació fet per la ciència ha variat al llarg dels anys, les fronteres del nostre coneixement han augmentat, i a causa de la competència pels recursos d'altres tipus de recerca relacionats amb l'espai. Les observacions relacionades amb les aplicacions han estat més sistemàtiques i s'han expandit en els últims anys com la consciència en aquest tipus de fenòmens.

### Observació del clima espacial des de terra
En l'actualitat, el clima espacial és controlat a nivell del terra mitjançant l'observació dels canvis en el camp magnètic de la Terra durant els períodes de segons a dies, mitjançant l'observació de la superfície del Sol i l'observació de soroll de ràdio creat en l'atmosfera solar.
El nombre de Wolf (SSN en anglès) és el nombre de taques solars en la fotosfera del Sol en llum visible per a un observador a la Terra. El nombre i la superfície total de les taques solars estan relacionades amb la brillantor del sol a l'ultraviolat extrem (EUV) i les porcions de raigs X de l'espectre solar i amb l'activitat solar com ara erupcions solars i ejeccions de massa coronals (CMEs).
El fluxe de ràdio de 10,7 cm (F10.7) és una mesura de les emissions de radiofreqüència del Sol i és aproximadament correlacionat amb el flux solar UVE. Atès que aquesta emissió de RF s'obté fàcilment des del terra i el flux no és EUV, aquest valor s'ha mesurat i difós contínuament des del 1947. Les mesures estàndards mundials són preses pel Dominion Radio Astrophysical Observatory a Penticton, B.C., Canadà i s'informa un cop al dia al migdia local en unitats de flux solars (10-22W·m-2·Hz-1). El F10.7 és arxivada pel National Geophysical Data Center.
L'índex DST (que ve de Disturbance storm time index o Dst, Kyoto Dst en anglès) és una estimació de la variació del camp magnètic en l'equador magnètic de la Terra a causa de l'anell de corrent elèctric terrestre i de GEO.
L'índex es basa en les dades de quatre observatoris magnètics terrestres entre 21° i 33° de latitud magnètica durant un període d'una hora. Les estacions més properes a l'equador magnètic no s'utilitzen a causa dels efectes ionosfèrics. L'índex DST és recopilat i arxivat pel World Data Center for Geomagnetism, Kyoto
L'índex K (Kp/ap): és una estimació creada per indicar l'alteració geomagnètica en una latitud mitjana (de 40° a 50° de latitud) a través de l'ús d'un observatori geomagnètic durant un període de 3 hores. El 'K' és una contrapart del quasi logarítmic índex 'a'. Els valors de Kp i ap són la mitjana de K i A en més de 13 observatoris geomagnètics per representar a escala planetària alteracions geomagnètiques. L'índex Kp/ap indica tant les tempestes geomagnètiques com les subtempestes (alteració auroral). El Kp/ap ha estat disponible a partir del 1932.
L'índex AE és un recull de les alteracions geomagnètiques en 12 observatoris geomagnètics prop de les zones aurorals i es registra en intervals d'un minut. L'índex AE es fa públic amb un retard de dos a tres dies, el que limita seriosament la seva utilitat per a aplicacions de temps espacial. L'índex AE indica la intensitat de subtempestes geomagnètiques excepte durant una tempesta geomagnètica major quan les zones aurorals s'expandeixen cap a l'equador des dels observatoris.
Les explosions de soroll de ràdio són observades i comunicades pel Radio Solar Telescope Network del Força Aèria dels Estats Units i el NOAA. Les explosions de ràdio estan associades amb plasma d'una erupció solar interaccionant amb l'atmosfera ambiental solar.
La fotosfera del Sol és observada contínuament per una sèrie d'observatoris
per les activitats precursores de les erupcions solars i els CMEs. El projecte Global Oscillation Network Group (GONG) monitora la superfície i l'interior del sol mitjançant l'ús de l'heliosismologia, l'estudi de les ones sonores que es propaguen a través del Sol i s'observen les ondulacions a la superfície solar. El GONG pot detectar grups de taques solars en el costat llunyà del sol. Aquesta capacitat ha estat recentment verificada per l'observació visual de la nau espacial STEREO de la NASA.
Els monitors de neutrons terrestres controlen indirectament els raigs còsmics del Sol i les fonts galàctiques. Els raigs còsmics no arriben a la superfície a causa de l'apantallament del camp magnètic de la Terra i la seva atmosfera. Quan els rajos còsmics interaccionen amb l'atmosfera, es produeixen interaccions atòmiques que causen una pluja de partícules de baixa energia més profundament en l'atmosfera i al nivell del sòl. La presència dels raigs còsmics en l'entorn espacial proper a la Terra es pot detectar mitjançant el control dels neutrons d'alta energia a nivell del sòl. Els fluxos petits dels raigs còsmics són presents de manera contínua. Els grans fluxos són produïts pel Sol durant els esdeveniments relacionats amb enèrgiques erupcions solars.
El Total Electron Content (TEC) és una mesura sobre un lloc determinat de la ionosfera. El TEC és el nombre d'electrons en una columna d'un metre quadrat des de la base de la ionosfera (aproximadament 90 km d'altitud) a la part superior de la ionosfera (aproximadament 1.000 km d'altitud). Moltes de les mesures del TEC es realitzen mitjançant el control de les dues freqüències transmeses per les naus espacials GPS. Actualment els TECs amb GPS es controlen i es distribueixen en temps real en més de 360 estacions mantingudes per nombrosos organismes en molts països.

### Observació del clima espacial amb satèl·lits
Després que l'Explorer I descobrís que l'espai no era un buit, s'han posat en marxa moltes naus espacials d'investigació per descobrir i caracteritzar l'entorn espacial. Hi ha hagut massa naus espacials des de llavors per esmentar-los a tots aquí, ja que han posat a prova una gran varietat d'instruments. La sèrie de naus espacials del Orbiting Geophysical Observatory foren les primeres amb la missió de descobrir l'entorn espacial. Les nau recents i importants són la Solar-Terrestrial Relations Observatory (STEREO) de la NASA-ESA, un conjunt de dos naus espacials amb llançament cap a òrbita solar el 2006 i les Radiation Belt Storm Probes (RBSP) llançades el 2012 en una òrbita terrestre altament el·líptica. Les dues sondes STEREO s'allunyen de la Terra per sobre dels 22° per any, una liderant el trajecte i l'altre darrere de la Terra en la seva òrbita. Junts recompilen informació sobre la superfície del Sol i l'atmosfera en tres dimensions. El RBSP obtindrà informació detallada sobre els cinturons de radiació, les tempestes geomagnètiques i la seva relació.
Les missions de les sondes no guarden relació amb la recopilació d'informació sobre el medi ambient espacial per a la investigació o les aplicacions, però algunes d'aquestes naus espacials han portat a bord algun instrument auxiliar o han tingut alguna part de la seva càrrega útil principal utilitzat per al clima espacial. Algunes de les primeres naus espacials, que eren part de la sèrie Applications Technology Satellite (ATS) a GEO que van ser els precursors dels satèl·lits meteorològics moderns com el Geostationary Operational Environmental Satellite (GOES) i molts satèl·lits de comunicacions. La sonda ATS ha transportat sensors ambientals de partícules com a càrregues útils auxiliars i tenien el seu sensor de camp magnètic de navegació utilitzat per detectar el medi ambient.
Molts dels primers instruments utilitzats per a la supervisió del medi ambient espacial van ser i són naus espacials de recerca que han sigut reutilitzades en conjunt proposade per les aplicacions de la meteorologia espacial i de previsió. Una de la primeres fou la IMP-8 (Interplanetary Monitoring Platform)
L'IMP-8 va orbitar la Terra a 35 radis de la Terra i va observar el vent solar en dos terços de la seva òrbita de 12 dies des del 1973 fins al 2006. Atès que el vent solar transporta les alteracions que afecten la magnetosfera i la ionosfera, el IMP-8 va demostrar la utilitat del monitoratge continu del vent solar. El IMP-8 va ser seguit pel ISEE-3 que va ser situat prop del Punt de Lagrange Sol-Terra L1, a 235 radis terrestres sobre la superfície (al voltant d'1,5 milions de quilòmetres, o 924.000 milles) i un seguiment continu del vent solar des del 1978 a 1982. La sonda següentque va supervisar el vent solar en el punt L1 va ser el WIND des del 1994 fins al 1998. Posteriorment de l'abril del 1998, es va canviar l'òrbita de la nau espacial WIND a envoltar la Terra i passar pel punt L1 ocasionalment. L'Advanced Composition Explorer (ACE) de la NASA ha monitorat el vent solar al punt L1 des del 1997 fins a l'actualitat. S'estima que cessi les seves activitats el 2024. El 2012, la NOAA es va presentar una sol·licitud de pressupost de finançament pel reemplaçament de l'ACE amb el llançament previst el 2015. La missió principal del reemplaçament serà el pronòstic del clima espacial i les seves aplicacions.
A més de supervisar el vent solar, és important realitzar el seguiment del Sol per al clima espacial. Com que l'UVE solar no es pot controlar des del Terra, el projecte conjunt de la NASA-ESA, el Solar and Heliospheric Observatory (SOHO), es va llançar per proporcionar imatges UVE del Sol des del 1995 fins a l'actualitat. El SOHO és una font principal de dades solars en temps gairebé real per a la investigació i la predicció del clima espacial i va inspirar la missió STEREO. La sonda Yohkoh en LEO va observar el Sol des del 1991 fins al 2001 en la porció de raigs X de l'espectre solar i va ser útil per a la investigació i predicció del clima espacial. Les dades del Yohkoh van inspirar el Solar X-ray Imager del GOES.

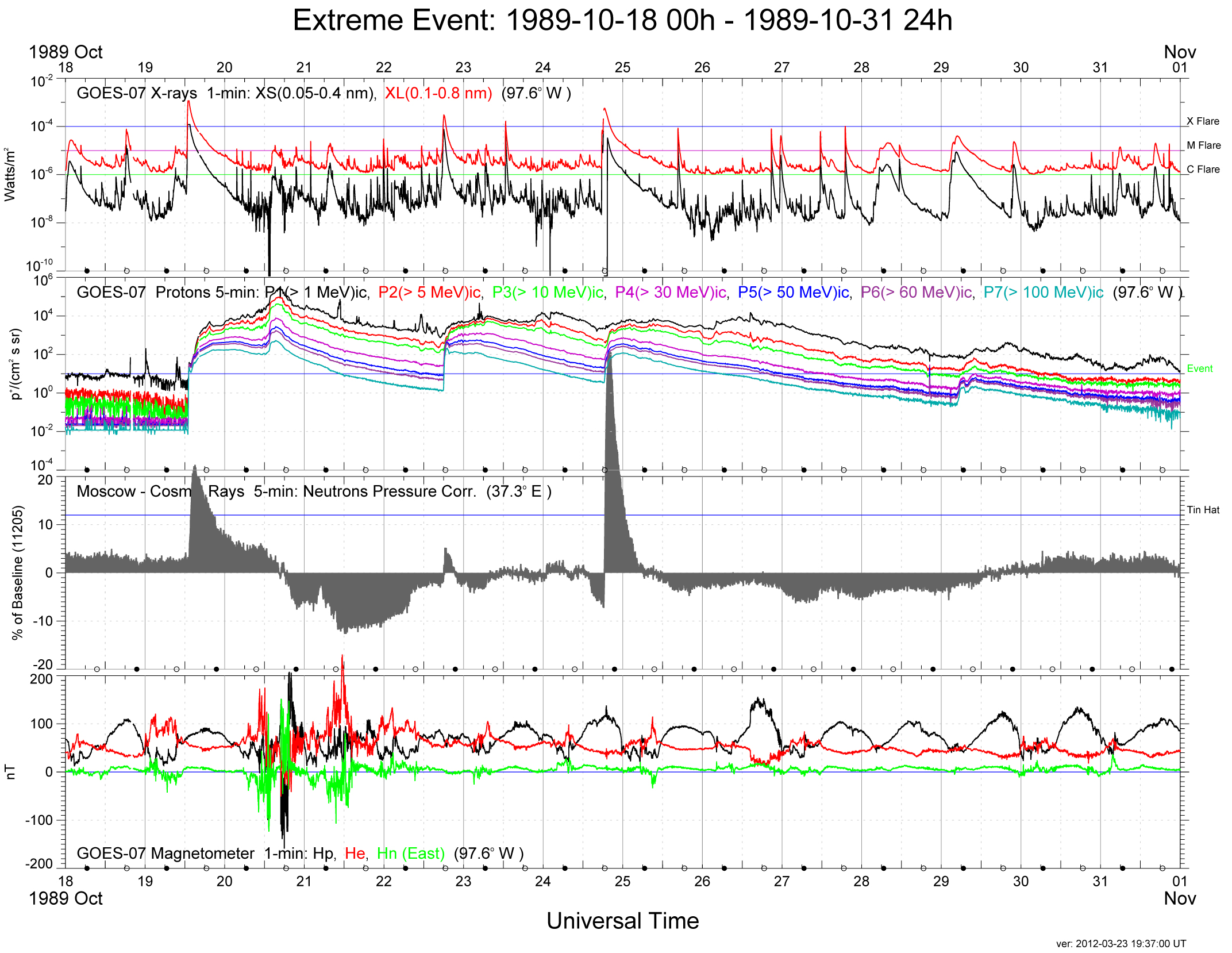
Els monitors del GOES-7 mostrant les condicions climàtiques durant l'activitat solar de l'octubre de 1989, que va provocar la reducció de Forbush, problemes a nivell terrestre, i moltes anomalies satelitals.

Les sondes amb instruments que tenen com a objectiu principal proporcionar dades per a les prediccions del clima espacial i les seves aplicacions, es poden incloure la sèrie de satèl·lits GOES, els POES, els DMSP i els Meteosat. La sonda GOES ha transportat un Sensor de Raigs X (X-Ray Sensor o XRS en anglès) que mesura el flux des del disc solar sencer en dues bandes - de 0,05 a 0,4 nm i de 0,1 a 0,8 nm des del 1974, un X-ray imager (SXI) des del 2004, un magnetòmetre que mesura les distorsions del camp magnètic de la Terra a causa del clima espacial, un sensor d'EUV del disc solar sencer des del 2004, i els sensors de partícules (EPS/HEPAD) que mesuren els ions i electrons en el rang d'energia de (50 keV a 500 MeV). Començant en algun moment després del 2015, la generació de GOES-R de les sondes GOES, reemplaçaran el SXI amb un imatgeridor d'EUV solar (SUVI) similar al del SOHO i el STEREO i el sensor de partícules serà augmentat amb una component per ampliar la gamma d'energia per sota dels 30 eV.

## Simulació del clima espacial
Els models de clima espacial són simulacions informàtiques de l'entorn del clima espacial. Igual que els models informàtics per la meteorologia terrestre, els models del clima espacial pren un conjunt limitat de valors de dades i extrapolen els valors que descriuen l'ambient de l'espai completament o un segment d'aquest entorn. Cada model fa una predicció o una sèrie de prediccions sobre com evoluciona el clima amb el temps. Els models d'ordinador utilitzen conjunts d'equacions matemàtiques per descriure els processos físics involucrats. Els primers models meteorològics espacials eren heurístics; per exemple,  es relacionen un amb un altre fenomen sense incloure la física en aquesta relació. Alguns d'aquests models simples es segueixen utilitzant perquè prenen un mínim de recursos i produeixen resultats que són prou bons en determinats casos. Els actuals esforços de recerca i desenvolupament es concentren en conjunts complexos d'equacions que representen el major nombre d'elements de la física com sigui possible. Els models del clima espacial difereixen del model meteorològic, ja que no hi ha un model únic del clima espacial encara que pugui predir amb fiabilitat des de la superfície del Sol fins a la part inferior de la ionosfera de la Terra.
Una part important de la recerca i el desenvolupament en models de clima espacial en les últimes dues dècades s'ha fet en el marc del programa Geospace Environmental Model (GEM) del National Science Foundation. Els dos centres principals per a la modelització són el Center for Space Environment Modeling (CSEM) i el Center for Integrated Space weather Modeling (CISM).
Eñ Community Coordinated Modeling Center
(CCMC) al Goddard Space Flight Center de la NASA és una instal·lació per coordinar el desenvolupament i la prova de models d'investigació, per a la seva millora i de la preparació per a la transició a models de predicció del clima espacial i les seves aplicacions.
Els esforços de modelatge per simular l'entorn des del Sol a la Terra utilitzen diversos mètodes incloent (a) magnetohidrodinàmica en què el medi ambient és tractat com un fluid, (b) partícules en cel·les en el qual les interaccions sense fluids es manegen dins d'una cel·la i després una sèrie de cèl·lules estan connectades entre si per descriure l'entorn, (c) primers principis en què els processos físics són en balancejats (o en equilibri) un amb l'altre, (d) el model semiestàtic on es descriu una relació estadística o empírica, o una combinació de diversos d'aquests mètodes.

## Exemples de fenòmens meteorològics espacials
Alguns exemples de fenòmens meteorològics espacials són:
- 2 de setembre de 1859, la major tempesta geomagnètica dels últims 200 anys amb trastorn generalitzat del servei telegràfic.
- 20 de gener de 1994, una tempesta geomagnètica va desactivar temporalment dos satèl·lits de comunicació canadencs, l'Anik E1 i E2 i el satèl·lit de comunicacions internacional Intelsat K.
- 7 de gener de 1997, una ejecció de massa coronal va colpejar la magnetosfera el 10 de gener i va causar la pèrdua del satèl·lit de comuniacions Telstar 401 d'AT&T (amb valor de $200 milions).
- 15-16 de maig de 1921,[48] una de les tempestes geomagnètiques més important va causar la commutació de tot el senyal del sistema de New York Central Railroad sota el carrer 125è a la Ciutat de Nova York provocant el fora de servei. Hi va haver una interrupció del servei de telègraf a tot el món.
- 7 d'agost de 1972, es va produir un seguit de gran incidents de partícules energètiques solars. Si els astronautes haguessin estat a l'espai, la dosi hagués estat fatal o si més no potencialment mortal.[49] Afortunadament, aquest gran esdeveniment va ocórrer entre les missions lunars de l'Apollo 16 i l'Apollo 17.

- 19 d'octubre de 1989, un gran esdeveniment solar inclou la gamma completa dels efectes del clima espacial: partícules energètiques solars, Ejecció de massa coronal, reducció de Forbush, problemes a nivell terrestre, tempesta geomagnètica, etc..

- 21 d'abril de 2002, la sonda marciona Nozomi va ser colpejada per un gran esdeveniment de partícules energètiques solars que va causar un fracàs de gran escala. La missió, que era ja prop de 3 anys de retard, va ser finalment abandonada el desembre de 2003.[50]